# Microprosopa lacteipennis
Microprosopa lacteipennis är en tvåvingeart som beskrevs av Ringdahl 1920. I den svenska databasen Dyntaxa används istället namnet Huckettia lacteipennis. Enligt Catalogue of Life ingår Microprosopa lacteipennis i släktet Microprosopa och familjen kolvflugor, men enligt Dyntaxa är tillhörigheten istället släktet Huckettia och familjen kolvflugor. Arten är reproducerande i Sverige. Inga underarter finns listade i Catalogue of Life.